# Sphragifera obsolescens
Sphragifera obsolescens är en fjärilsart som beskrevs av W. Warren 1913. Sphragifera obsolescens ingår i släktet Sphragifera och familjen nattflyn. Inga underarter finns listade i Catalogue of Life.